# Nkayi
Nkayi es una comuna de la República del Congo ubicada en el departamento de Bouenza del sur del país. Es la localidad más poblada del departamento, así como la cuarta ciudad del país tras Brazzaville, Pointe-Noire y Dolisie.
En 2011, la comuna tenía una población de 71 620 habitantes, de los cuales 35 062 eran hombres y 36 558 eran mujeres. Se divide en dos arrondissements: Mouana Ntô y Soulouka.
Se desarrolló a partir de 1887 como poblado ferroviario del Ferrocarril Congo-Océano. Originalmente se denominaba "Jacob" en honor al ingeniero francés que dirigió la misión de exploración para elegir la mejor ruta para el ferrocarril. La ciudad se desarrolló gracias a la agricultura intensiva, convirtiéndose gracias a su ubicación ferroviaria en un importante centro de producción de azúcar. Adoptó su topónimo actual en 1975, cuando tenía unos veinticinco mil habitantes. Recibió el estatus de comuna en 2004.
Se ubica en el valle del río Niari, a medio camino entre Brazzaville y Pointe-Noire sobre la carretera N1, unos 25 km al oeste de Madingou.